# Encheloclarias prolatus
Encheloclarias prolatus é uma espécie de peixe da família Clariidae.
É endémica de Malásia.